# Palacio Pallavicini-Rospigliosi

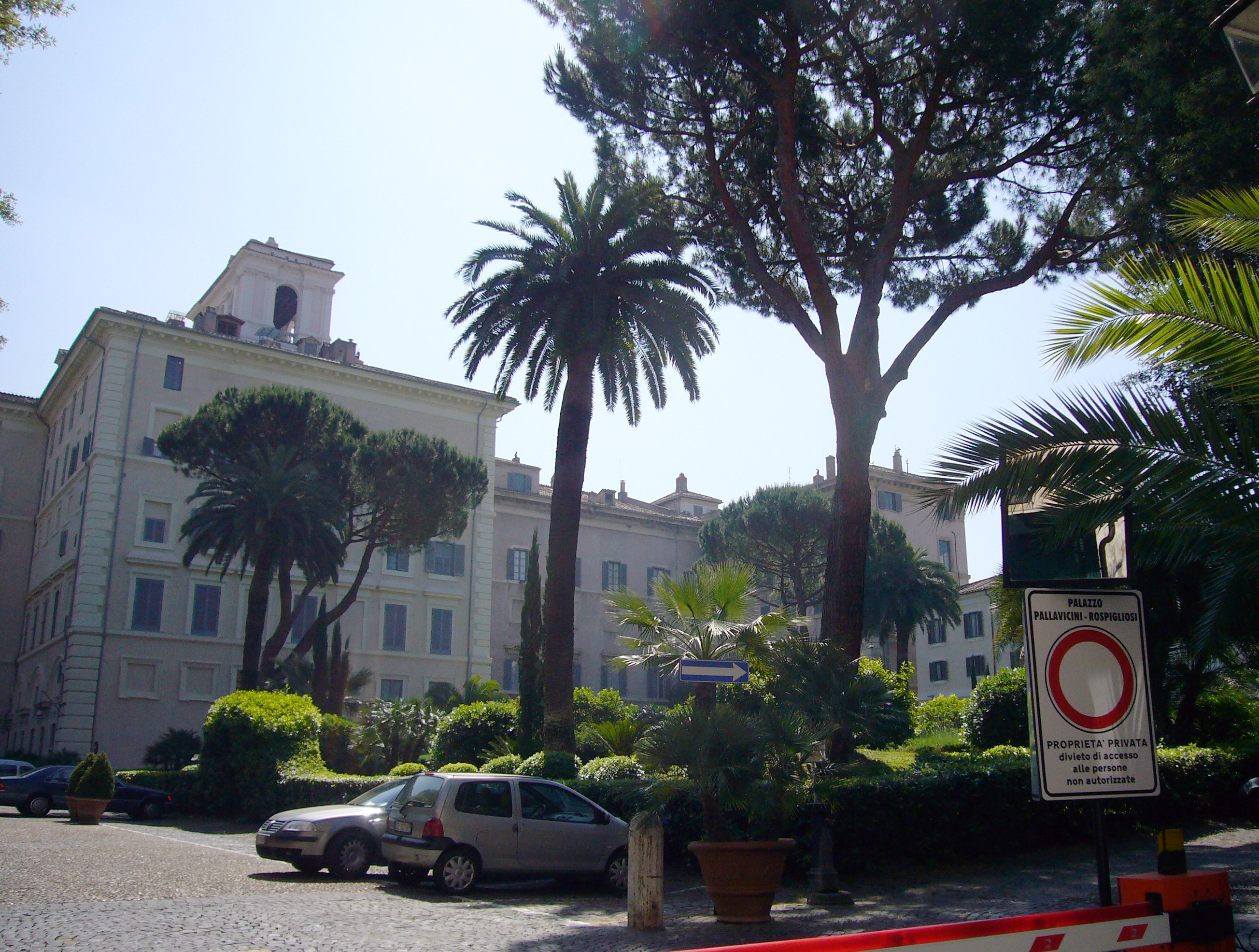
Vista del palacio.

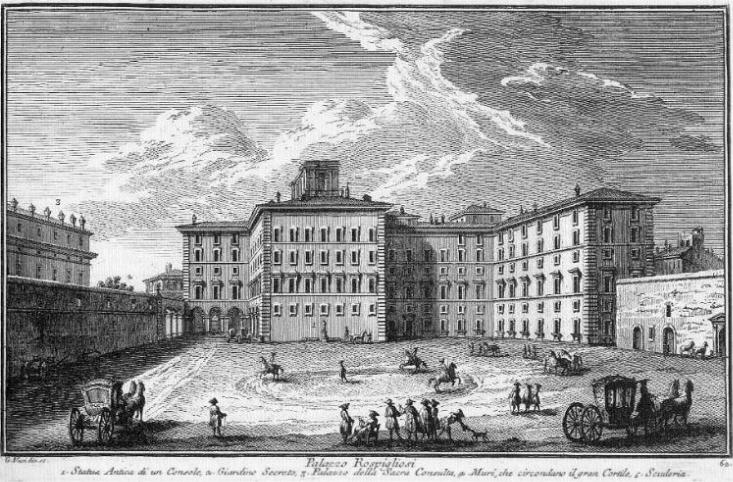
El palacio en el, grabado de Giuseppe Vasi.

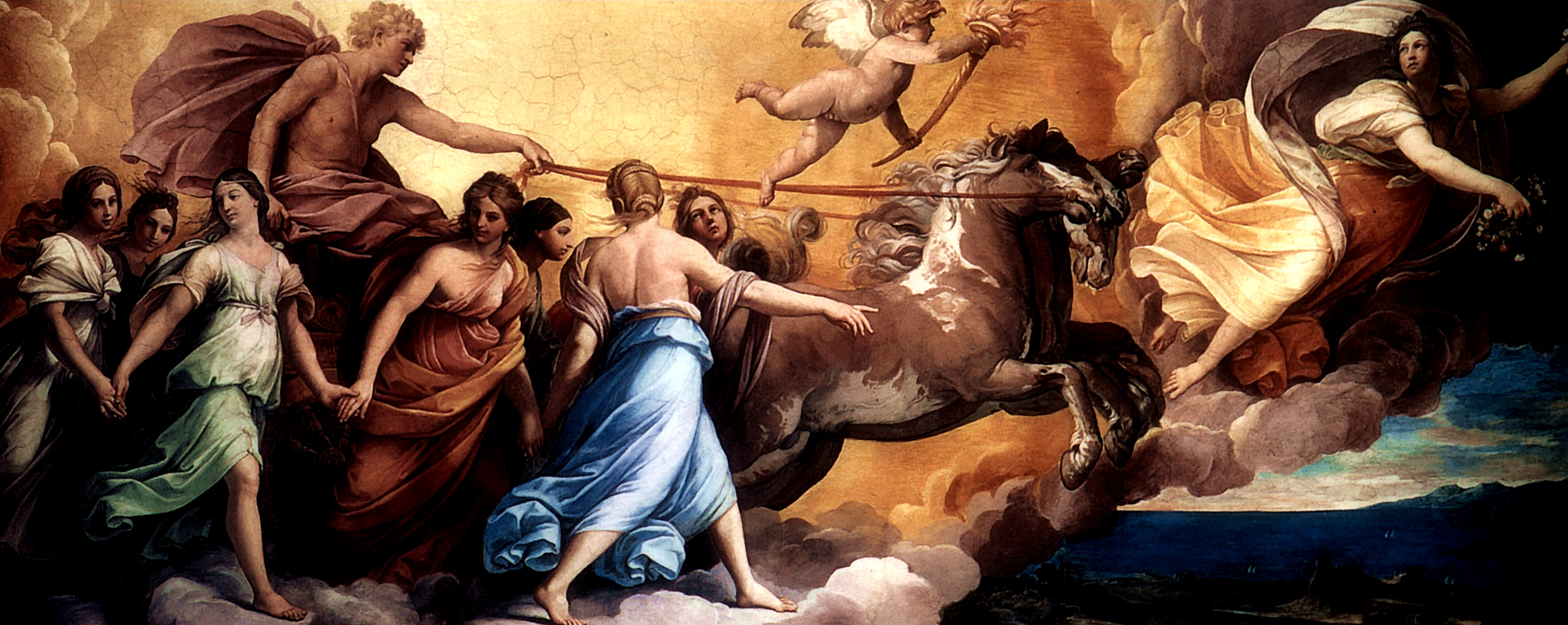
Apolo en su carro precedido por Aurora, obra de Guido Reni, 1612-1614, fresco, 280 × 700 cm, en el Casino dell'Aurora

El Palacio Pallavicini-Rospigliosi (en italiano, Palazzo Pallavicini-Rospigliosi) es un palacio situado en Roma. Fue construido por la familia Borghese sobre la colina del Quirinal; se asienta sobre el lugar en el que estuvieron las ruinas de los baños de Constantino, cuyos restos aún están en la base del Casino. 
Sus principales atractivos son el llamado Casino dell'Aurora y la galería de arte. El casino está sobre la plaza del Quirinal y contiene lo que se considera la obra maestra de Guido Reni al fresco (1624), representando a Apolo en su carro precedido por Aurora trayendo la luz al mundo. 
La galería de arte, llamada Galleria Pallavicini, fue comenzada por el cardenal Lazzaro Pallavicini, y contiene más de 540 cuadros, dibujos y esculturas. Aparte de las colecciones del Palazzo Doria-Pamphili y de los Colonna, esta es la más grande de este tipo de colecciones privadas en Roma. Las salas están decoradas por frescos de Paul Bril, y una galería en el jardín está cubierta por frescos de Orazio Gentileschi y Agostino Tassi. Entre las pinturas que permanecen en la colección después de algunas ventas y pérdidas en siglos pasados hay obras de artistas como:
- Botticelli
- Annibale Carracci
- Pietro da Cortona
- Domenichino
- Anthony Van Dyck con una Santa Rosalía.
- Luca Giordano con Huida de Helena.
- Guercino tiene ocho cuadros, incluyendo San Francisco orando, Vendedor de fruta con Niño y Flora.
- Lorenzo Lotto
- Poussin
- Reni
- Rubens
- Sacchi con la Embriaguez de Noé.
- Luca Signorelli
- Diego Velázquez con la riña de soldados a la puerta de la embajada española.